# Test istotności dla wartości średniej populacji
Testy dla średniej to grupa testów statystycznych, służących do wnioskowania o wartości średniej w populacji, z której pochodzi próba losowa.
Hipotezę zerową i alternatywną oznaczamy w następujący sposób:
- H0: μ = μ0

Zakłada ona, że nieznana średnia w populacji μ jest równa średniej hipotetycznej μ0
- H1: μ ≠ μ0 lub H1: μ > μ0 lub H1: μ < μ0

Jest ona zaprzeczeniem H0, występuje w trzech wersjach w zależności od sformułowania badanego problemu.
Sprawdzianem hipotezy jest statystyka testowa, która jest funkcją wyników próby losowej. Postać funkcji testowej (tzw.statystyki) zależy od trzech okoliczności:
- rozkładu cechy w populacji
- znajomości wartości odchylenia standardowego w populacji
- liczebności próby

Biorąc pod uwagę powyższe okoliczności, założoną przez nas hipotezę możemy sprawdzić za pomocą trzech testów:

## Znane odchylenie
Jeżeli populacja ma rozkład normalny N(m,σ) o nieznanej średniej {\displaystyle {\bar {x}}} i znanym odchyleniu standardowym σ, natomiast liczebność próby n jest dowolna, wtedy statystyka ma postać:
{\displaystyle Z={\frac {m-\mu _{0}}{\sigma }}{\sqrt {n}}}
gdzie: m - średnia z próby
Jeżeli H0 jest prawdziwa, to statystyka testowa Z ma rozkład asymptotycznie normalny.
Wartość statystyki, którą obliczymy korzystając z powyższego wzoru, oznaczamy jako z. Następnie porównujemy ją z wartością krytyczną testu zα, którą możemy odczytać z tablic standaryzowanego rozkładu normalnego, uwzględniając poziom istotności α. Decyzję o odrzuceniu H0 podejmujemy, jeżeli wartość statystyki znajduje się w obszarze krytycznym. Jeżeli natomiast wartość ta znajdzie się poza obszarem krytycznym, nie ma wtedy podstaw do odrzucenia H0.

## Nieznane odchylenie, duża próba
Jeżeli rozkład populacji jest dowolny, o nieznanej średniej μ i nieznanym odchyleniu standardowym σ, natomiast liczebność próby jest duża (np. n>30), wtedy statystyka ma postać:
{\displaystyle Z={\frac {m-\mu _{0}}{S}}{\sqrt {n}}}
gdzie: m - średnia z próby, S - odchylenie standardowe z próby
Jeżeli H0 jest prawdziwa, to statystyka testowa ma rozkład asymptotycznie normalny.
Wartość statystyki, którą obliczymy korzystając z powyższego wzoru, oznaczamy jako z. Następnie porównujemy ją z wartością krytyczną testu zα, którą możemy odczytać z tablic standaryzowanego rozkładu normalnego, uwzględniając poziom istotności α. Decyzję o odrzuceniu H0 podejmujemy, jeżeli wartość statystyki znajduje się w obszarze krytycznym. Jeżeli natomiast wartość ta znajdzie się poza obszarem krytycznym, nie ma wtedy podstaw do odrzucenia H0.

## Nieznane odchylenie, mała próba
Jeżeli rozkład populacji jest normalny N(μ,σ), o nieznanej średniej μ i nieznanym odchyleniu standardowym σ, natomiast liczebność próby jest mała (np. n<30), wtedy statystyka ma postać:
{\displaystyle t={\frac {m-\mu _{0}}{S}}{\sqrt {n}}}
gdzie: m - średnia z próby, S - odchylenie standardowe z próby
Jeżeli H0 jest prawdziwa, to statystyka testowa ma rozkład t-Studenta o liczbie stopni swobody ν = n-1.
Wartość statystyki, którą obliczymy korzystając z powyższego wzoru, oznaczamy jako t. Następnie porównujemy ją z wartością krytyczną testu tα, którą odczytujemy z tablic rozkładu t-Studenta przy założonym poziomie istotności α oraz liczbie stopni swobody ν = n-1. Decyzję o odrzuceniu H0 podejmujemy, jeżeli wartość statystyki znajduje się w obszarze krytycznym. Jeżeli natomiast wartość ta znajdzie się poza obszarem krytycznym, nie ma wtedy podstaw do odrzucenia H0.